# Aleksander Piech (rzemieślnik)
Aleksander Piech (ur. 13 stycznia 1851, zm. 13 maja 1932) – polski rzemieślnik, mistrz brązownictwa, działacz społeczny i polityczny.

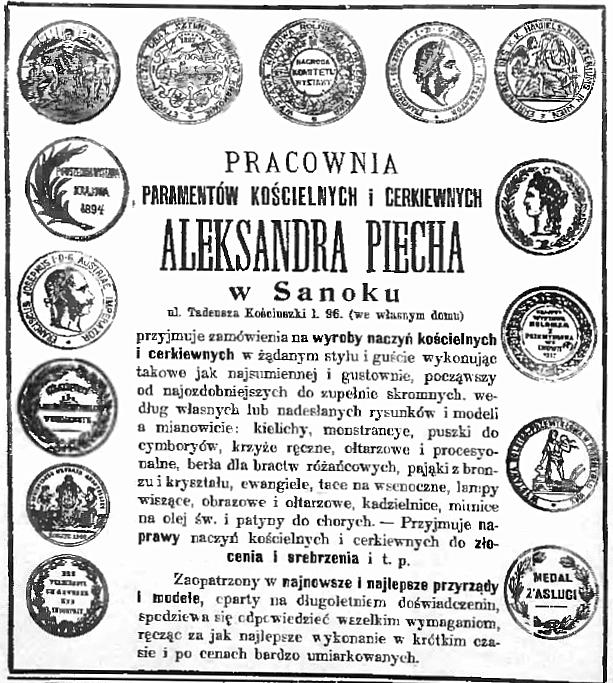
Ogłoszenie prasowe Aleksandra Piecha w „Gazecie Sanockiej” z 1904, zawierające zdobyte medale

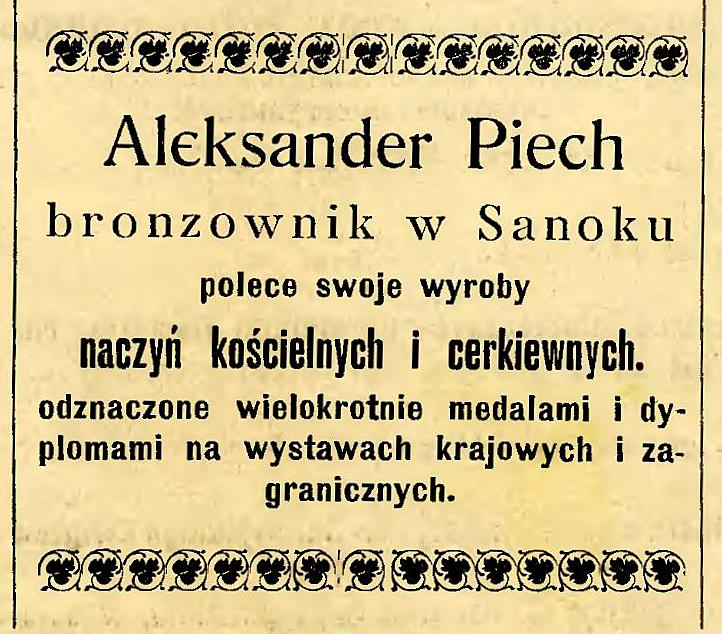
Ogłoszenie prasowe Aleksandra Piecha w „Tygodniku Ziemi Sanockiej” z 1910

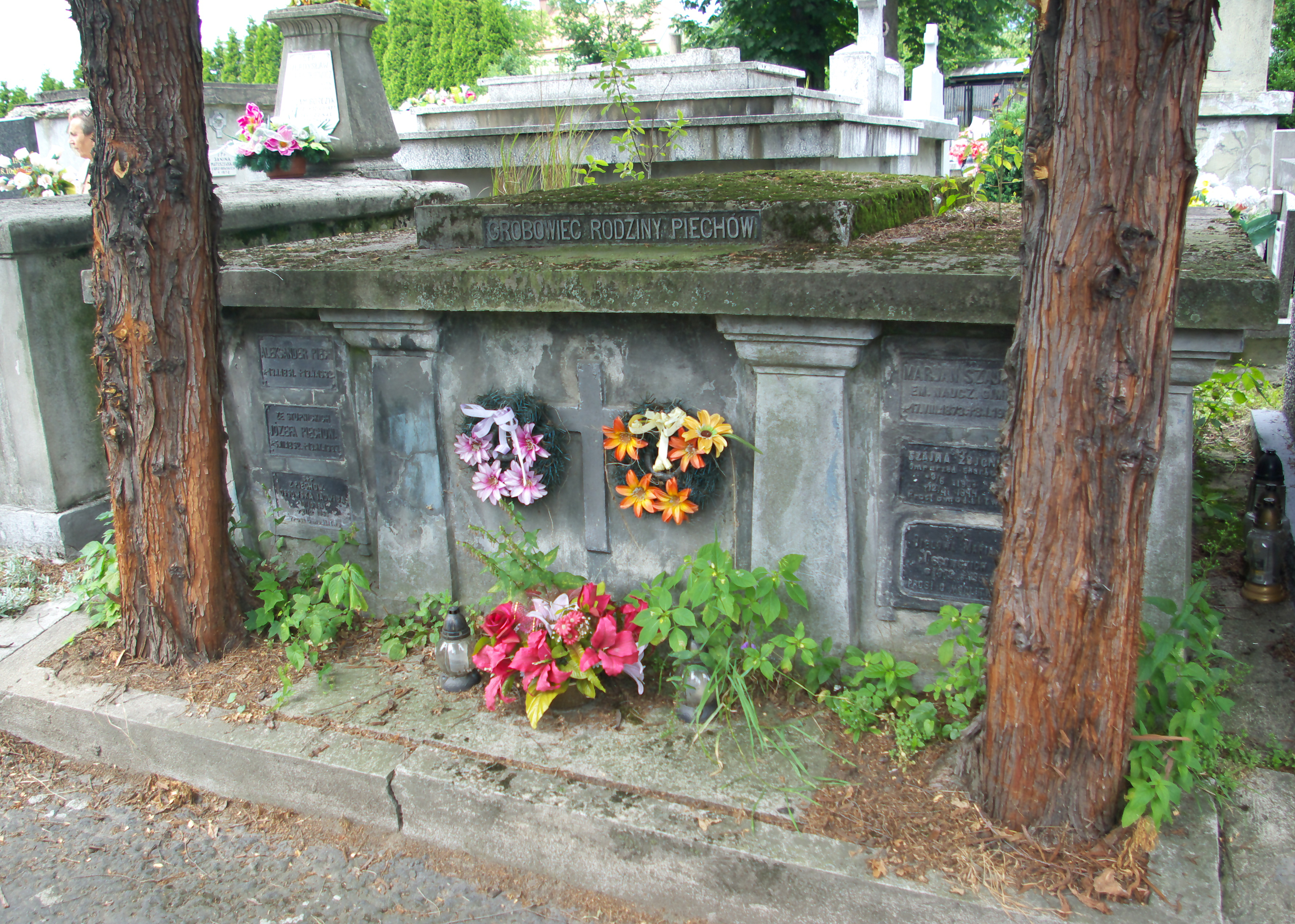
Grobowiec rodzin Piech i Szajna

## Praca zawodowa
Urodził się 13 stycznia 1851. Uczył się w czteroletniej szkole ludowej w Sanoku. Następnie odbył praktykę rzemieślniczą u brązownika J. Chmielewskiego, po czym z ramienia Cechu Wielkiego w Sanoku został skierowany do nauki zawodu w Wiedniu, którą prowadził przez cztery lata w dziedzinie brązownictwa. Po powrocie do Sanoka założył własny zakład brązowniczy w 1874. Prowadził wytwórnię naczyń kościelnych i cerkiewnych. pod nazwą „Pracownia Paramentów Kościelnych i Cerkiewnych”. Wytwarzał w niej lichtarze, monstrancje, świeczniki, lampy, krzyże, berła, kielichy, relikwiarze oraz sprzęt. Zakład mieścił się w domu rodzinnym przy ulicy Tadeusza Kościuszki 96. Swoje dzieła prezentował na Powszechnych Wystawach Krajowych w 1877 (Lwów), 1887 (Kraków – brązowy medal), 1888 (Kraków) i w 1894 (Lwów), na wystawie zorganizowanej przez oddział Ligi Pomocy Przemysłowej w Sanoku w 1907. Zdobył medal zasługi podczas Wystawy Krajowej Rolniczej i Przemysłowej we Lwowie w 1877 za wykonane sprzęty kościelne oraz uzyskał II nagrodę w kategorii brązownictwa podczas konkursu rękodzielniczego w Krakowie w maju 1889 za wykonane lampy. Podczas Wystawy Krajowej w 1894 został nagrodzony po raz ósmy z rzędu srebrnym medalem. Wówczas na wyroby Piecha zwrócił uwagę i docenił je cesarz Franciszek Józef I, któremu brązownik został osobiście przedstawiony. Na początku 1904, z okazji 30-lecia swojej pracy zawodowej A. Piech przekazał dla kościoła parafialnego w Sanoku dar w postaci lampy z brązu. Ponadto był autorem złocenia kul pod krzyżem na wieży tejże świątyni wykonanej w tym roku. Jego wyroby trafiały do świątyń w Sanoku oraz w innych miejscowościach, np. w 1894 do Kochawiny i Chicago. Nieliczne zachowane dzieła wytworzone przez A. Piecha znajdują się w kościołach farnym pw. Przemienienia Pańskiego w Sanoku i ojców franciszkanów w Sanoku oraz w tamtejszym Muzeum Historycznym.
Aleksander Piech udzielał się w sferze rzemieślniczo-przemysłowej w Sanoku. Pod koniec XIX wieku był przewodniczącym Stowarzyszenia Przemysłowego w Sanoku. Sprawował stanowisko cechmistrza w Cechu Wielkim w Sanoku. Był przełożonym korporacji rzemieślniczej w Sanoku, pełnił funkcję starszego w stowarzyszeniu Towarzystwo Rękodzielniczo-Przemysłowe w Sanoku. W kwietniu 1902 bez powodzenia kandydował do Izby Handlowej i Przemysłowej we Lwowie w okręgu V kategorii III przemysłu. Został członkiem zarządu założonego 24 kwietnia 1904 oddziału Towarzystwa Pomocy Przemysłowej w Sanoku. Przed 1914 jako delegat gminy miasta Sanoka zasiadał w wydziale szkolnym Przemysłowej Szkoły Uzupełniającej w Sanoku-Posadzie Olchowskiej.

## Inna działalność
Zaangażował się także w działalność polityczną. Był działaczem ludowym, aktywistą Stronnictwa Ludowego. Pełnił funkcję prezesa komitetu wzgl. zarządu powiatowego SL w Sanoku. W 1896 był przewodniczącym powiatowego komitetu wyborczego w Sanoku przed wyborami z mniejszej kurii VII kadencji Sejmu Krajowego Galicji. W 1897 otrzymał propozycję od miejskiego komitetu przedwyborczego w Tarnowie do kandydowania do austriackiej Rady Państwa IX kadencji z V kurii w tamtejszym okręgu, zaś w tym czasie był już zgłoszony jako kandydat SL z IV okręgu w Sanoku do wyborów zaplanowanych na 16 marca 1897, jednak ostatecznie jego kandydatura – mimo wcześniejszego zatwierdzenia przez radę naczelną SL – dzień przed głosowaniem została wycofana przez sekretarza tejże rady Jana Stapińskiego na rzecz Grzegorza Milana.
Dwa lata później, w trakcie tej samej IX kadencji Rady Państwa, po śmierci posła Józefa Wiktora, po zgłoszeniu przez radę mężów zaufania SL do wyborów uzupełniających w IV kurii Brzozów-Sanok-Lesko kandydatury Karola Lewakowskiego w dniu 4 czerwca 1899 i wobec stanowczej odmowy startu tegoż (nie wyraził na to formalnej zgody wcześniej), dwa dni przed wyborami został zgłoszony przez SL Aleksander Piech, jednak z powodu braku czasu potrzebnego do przeprowadzenia agitacji decyzja okazała się nieskuteczna i wyborach 7 czerwca 1899 mandat przypadł kandydatowi obozu stańczyków, Janowi Potockiemu. W grudniu 1896 został członkiem w wyborach do Rady c. k. powiatu sanockiego, wybrany z grupy gmin wiejskich i pełnił mandat sprawując funkcję członka wydziału. Jako delegat rady powiatowej zasiadał w Radzie Szkolnej Okręgowej w Sanoku od około 1897. Pełnił mandat radnego i asesora rady gminy Posada Sanocka, po włączeniu gminy do Sanoka w 1910 był członkiem rady przybocznej, w 1910 wybrany w wyborach do rady miejskiej w Sanoku. Podczas I wojny światowej po tym jak zakończyła się okupacja rosyjska Sanoka i wojska nieprzyjaciela opuściły miasto 11 maja 1915 został mianowany wiceburmistrzem miasta. Był radnym pierwszej po wojnie kadencji rady miejskiej od 1919, w okresie II Rzeczypospolitej był ławnikiem rady.
Aleksander Piech był aktywny społecznie. 10 kwietnia 1887 został wybrany członkiem wydziału oddziału Towarzystwa „Rodzina” w Sanoku. Należał do ochotniczej straży pożarnej w Sanoku. Pełnił funkcję komendanta drugiego oddziału sanockiej straży. W 1899 został odznaczony ustanowioną w 1896 honorową odznaką Krajowego Związku Ochotniczych Straży Pożarnych w Galicji za nieprzerwaną, walką i wierną służbę przez 25 lat, a w 1904 tym samym odznaczeniem za 30 lat służby i w tym czasie wszedł w skład komitetu organizującego galicyjski XI. Krajowy Zjazd Strażacki w Sanoku. W Posadzie Sanockiej założył oddział Czytelni Ludowej, która była prowadzona przez kółko rolnicze. Był także inicjatorem powstania Czytelni Mieszczańskiej w Sanoku (działającej w budynku Ramerówka), której został wiceprezesem w listopadzie 1894 i członkiem wydziału w styczniu 1896. Był członkiem sanockiego gniazda Polskiego Towarzystwa Gimnastycznego „Sokół” (1906, 1912, 1920, 1921, 1922); pełnił funkcje członka i zastępcy członka sądu honorowego. Był członkiem zwyczajnym Macierzy Szkolnej dla Księstwa Cieszyńskiego. Został członkiem wydziału Koła Towarzystwa Szkoły Ludowej w Sanoku. Wszedł w skład komitetu założycielskiego Bursy Włościańskiej im. Tadeusza Kościuszki dla dzieci chłopskich uczących się w szkołach ludowych, powstałej w ramach Okręgu TSL w Sanoku. Przy C. K. Sądzie Obwodowym w Sanoku został wybrany zastępcą sędziego przysięgłego w 1904 i przysięgłym głównym w 1910, ponownie zastępcą sędziego przysięgłego na rok 1914. W 1904 został wybrany członkiem wydziału, a w 1906, 1907, 1911, 1912 był wybierany wiceprezesem wydziału Towarzystwa Rękodzielników i Przemysłowców „Rodzina” w Sanoku. Był współzałożycielem, członkiem wydziału od 1896, wiceprezesem, a w 1907 został wybrany prezesem wydziału Czytelni Chrześcijańskiej „Ogniwo” w Sanoku. W 1904 został wybrany do wydziału kasy chorych w Sanoku, od 1904 był przewodniczącym zarządu powiatowej kasy chorych w Sanoku. Był działaczem Towarzystwa Upiększania Miasta Sanoka, w 1906 wybrany wydziałowym, w 1912 zastępcą wydziałowego. Został sekretarzem i przewodniczącym rady nadzorczej założonej 21 lipca 1907 w Sanoku Kasy Raiffeisena. Był działaczem Towarzystwa Pszczelniczo-Ogrodniczego w Sanoku, w którym w 1907 został wybrany wydziałowym. Był członkiem wydziału Kasy Oszczędności miasta Sanoka (1927).
W latach 1904–1908 był redaktorem odpowiedzialnym pisma „Gazeta Sanocka”, a następnie po Wojciechu Ślączce objął funkcję wydawcy.

## Życie prywatne
Był synem Juliana. Zamieszkiwał w Posadzie Sanockiej pod numerem 96. Jego pierwszą żoną od około 1873 była Michalina Maria z domu Chmielowska (zm. 7 sierpnia 1876). Jego drugą żoną była Józefa z domu Stupnicka (1852-1934) (1852-1934, córka Aleksandra, krewna Antoniego Stupnickiego, działaczka Towarzystwa św. Wincentego à Paulo w Sanoku). Jego dziećmi byli: Mieczysław (1877-1891, zmarł na ospę), Jadwiga Stanisława (1881-1953, od 1900 żona Władysława Prus Ossowskiego), Aleksandra (ur. 1884, nauczycielka szkolna w Sanoku, żona Mariana Szajny), Kazimierz (1893-1944, botanik, profesor, oficer), Tadeusz (1895-, bankowiec, oficer). Aleksander Piech zmarł 13 maja 1932. Na początku XX wieku był opiekunem ówczesnego gimnazjalisty Józefa Premika. Został pochowany w grobowcu rodzinnym na cmentarzu przy ul. Rymanowskiej w Sanoku 15 maja 1932.